# La Plume empoisonnée (téléfilm, 1985)
Pour les articles homonymes, voir La Plume empoisonnée (homonymie).
La Plume empoisonnée (The Moving Finger) est un téléfilm policier britannique de la série télévisée Miss Marple, réalisé par Roy Boulting, sur un scénario de Julia Jones, d'après le roman La Plume empoisonnée d'Agatha Christie.
Ce téléfilm en deux parties, qui constitue le 2e épisode de la série, a été diffusé pour la première fois au Royaume-Uni les 21 et 22 février 1985 sur la BBC.

## Synopsis
Le notaire, le médecin, la femme du pasteur...tout le monde y passe. Des lettres anonymes sèment l'inquiétude et la zizanie surtout lorsqu'elles poussent au suicide une dame des plus respectables. Mais qui est donc le corbeau de Lymston ? Seule Miss Marple peut élucider cette affaire...

## Fiche technique
- Titre français : La Plume empoisonnée
- Titre original (anglais) : The Moving Finger
- Réalisation : Roy Boulting
- Scénario : Julia Jones, d'après le roman La Plume empoisonnée (1942) d'Agatha Christie
- Décors : Paul Allen
- Costumes : Christian Dyall
- Photographie : Ian Hilton
- Montage : Graham Walker
- Musique originale : Alan Blaikley et Ken Howard
- Production : Guy Slater
- Sociétés de production :
  - British Broadcasting Corporation (Royaume-Uni)
  - A&E Television Networks (États-Unis)
  - Seven Network (Australie)
- Durée : téléfilm en deux parties, d'une durée totale de 102 minutes
- Pays d'origine :  Royaume-Uni
- Langue originale : Anglais
- Genre : Policier
- Ordre dans la série : 2e épisode
- Première diffusion :
  -  Royaume-Uni : 21 et 22 février 1985 sur la BBC.

## Distribution
- Joan Hickson : Miss Marple
- Michael Culver : Edward Symmington (prénommé Richard dans le roman d'Agatha Christie)
- Elizabeth Counsell : Angela Symmington (prénommée Mona dans le roman d'Agatha Christie)
- Deborah Appleby : Megan Hunter
- Lucy Gleeson : Robert Symmington
- Stuart Mansfield : James Symmington
- Andrew Bicknell (VF : Yves-Marie Maurin) : Gerry Burton
- Sabina Franklyn : Joanna Burton
- Richard Pearson : Mr. Pye
- Hilary Mason : Emily Barton
- Dilys Hamlett : Maude Calthrop
- John Arnatt : le révérend Guy Calthrop (prénommé Caleb dans le roman d'Agatha Christie)
- Sandra Payne : Eryl Griffith (prénommée Aimée dans le roman d'Agatha Christie)
- Martin Fisk : le docteur Owen Griffith
- Penelope Lee : Partridge (la bonne des Burton)
- Juliet Waley (VF : Marie-Martine) : Beatrice Dunn (nommée Beatrice Baker dans le roman d'Agatha Christie)
- Imogen Bickford-Smith : Elsie Holland (gouvernante des enfants Symmington)
- Gerald Sim : le coroner
- Geoffrey Davion (VF : Michel Paulin) : le superintendant Nash
- Roger Ostime : l'inspecteur Crawford
- Victor Maddern : le constable Johnson
- Ninka Scott (VF : Maïté Monceau) : Miss Ginch
- Patsy Smart : Mrs Cleat
- Gordon Rollings : Mr. Cleat
- Michael Waterman (VF : Michel Paulin) : George Ellis
- Catherine Owen : Rose
- Carol Gleeson : la contralto
- John Keenan : le pianiste

## Note
Ce téléfilm ne doit pas être confondu avec La Plume empoisonnée, téléfilm initialement diffusé, en 2006, dans le cadre de la seconde série télévisée titrée Miss Marple.